# Ich weiß nicht, zu wem ich gehöre
Ich weiß nicht, zu wem ich gehöre ist ein Lied von Friedrich Hollaender und Robert Liebmann, das 1932 von der Schauspielerin Anna Sten in dem Filmdrama Stürme der Leidenschaft erstmals interpretiert wurde.

## Entstehung und Veröffentlichung
| „Ich weiß nicht zu wem ich gehöre. Ich bin doch zu schade für einen allein. Wenn ich jetzt grad hier Treue schwöre. Wird wieder ein anderer ganz unglücklich sein. Ja, soll denn etwas so schönes nur einem gefallen? Die Sonne, die Sterne gehör’n doch auch allen. Ich weiß nicht, zu wem ich gehöre. Ich glaub' ich gehöre nur mir ganz allein.“ – Refrain, Originalauszug | Das Lied Ich weiß nicht, zu wem ich gehöre feierte seine Uraufführung im Kriminalfilm Stürme der Leidenschaft des deutschen Regisseurs Robert Siodmak. Der Film hatte seine Premiere am 22. Januar 1932 in Deutschland. Die Interpretin des Liedes war Anna Sten in ihrer Rolle als „Russen-Anna“. Geschrieben hatte es der deutsche Komponist und Liedtexter Friedrich Hollaender gemeinsam mit dem deutschen Drehbuchautor Robert Liebmann. Hollaender zeigte sich hierbei für die Komposition verantwortlich, während Liebmann den Text dazu dichtete. Hollaender war darüber hinaus für die gesamte Filmmusik zu Stürme der Leidenschaft verantwortlich, das Drehbuch zum Film stammte von Liebmann. Musikalisch ist das Lied dem Chanson zuzuordnen. Aufgebaut ist es auf zwei Strophen und einem Refrain. Das Lied beginnt mit der ersten Strophe, auf die der Refrain folgt. Der gleiche Vorgang wiederholt sich mit der zweiten Strophe. Mit dem zweiten Refrain endet das Lied. Die beiden Strophen setzten sich jeweils aus acht als Kreuzreime geschriebenen Zeilen zusammen. Der Refrain besteht ebenfalls aus einem Achtzeiler, dessen erster Teil ebenfalls ein Kreuzreim ist. Die ersten zwei Zeilen des zweiten Teils des Refrains bilden einen Paarreim, die beiden anschließenden Zeilen am Ende des Refrains reimen sich nicht; es sind die einzigen Zeilen des Textes, die sich nicht reimen. Inhaltlich geht es in dem Lied um eine Frau, die sich nicht auf einen Mann festlegen will. Sie verteidigt ihre Einstellung unter anderem mit dem Argument, dass die Sonne oder die Sterne doch auch allen gehören. |

## Weitere Interpretationen

### Interpretation von Marlene Dietrich
Marlene Dietrich nahm das Lied erstmals im Jahr 1947 auf. Auf einem Tonträger erschien ihre Interpretation zum ersten Mal im Jahr 1960 auf dem Album Wiedersehen mit Marlene (auch bekannt als: Hallo Marlene oder auch Marlene Dietrich Returns to Germany). Hierbei handelt es sich um eine Aufnahme, die Dietrich gemeinsam mit dem Orchester von Burt Bacharach tätigte.
Der Hörfunksender Deutschlandradio veranstaltete unter dem Motto „Ich weiß nicht, zu wem ich gehöre“ eine lange Nacht zu Marlene Dietrich am 21. beziehungsweise 22. Dezember 2001. Das Lied war Teil einiger Bühnenwerke, die mit Dietrich in Verbindung standen.

### Interpretation von Peter Heppner
Der deutsche Autor, Musikproduzent und Synthiepop-Sänger Peter Heppner sang das Lied während seiner Konzerte zwischen den Jahren 2014 und 2023. Das Stück bildete jeweils den Abschluss bei seinen Konzertreihen Peter Heppner Akustik 2014/15, 30 Years of Heppner und Peter Heppner Akustik 2022/23. Heppner spielte das Lied erstmals am 16. November 2014 in der Bochumer Christuskirche, beim Auftakt seiner Akustiktour 2014/15. Zum bislang letzten Mal präsentierte Heppner das Stück beim Abschlusskonzert seiner Akustiktour 2022/23 auf den Uckermärkischen Bühnen in Schwedt/Oder am 17. September 2023. Insgesamt spielte er das Lied, als Abschluss der Zugabe, bei 37 Konzerten. Eine Studioaufnahme wurde bislang nicht veröffentlicht.

### Weitere Interpretationen (Auswahl)
- 1932: Jazz-Sinfonie-Orchester Joe London (Single)[4]
- 1932: Dajos Béla Tanzorchester (Single)[4]
- 1963: Hildegard Knef (Album: So oder so ist das Leben)[11]
- 1972: Erika Pluhar (Album: Erika Pluhar singt)[4]
- 1975: Daliah Lavi (Album: Cafe Decadence)[4]
- 1979: André Heller (Album: … ausgerechnet Heller)[4]
- 1986: Udo Lindenberg (Album: Phönix)[4]
- 1988: Angelika Thomas[4]
- 1992: Meret Becker (Film: Kleine Haie)[12]
- 1996: Annette Postel[4]
- 1996: Dirk Raulf Orchestra feat. Dagmar Krause & Jörg Ritzenhoff (Album: Friedrich Hollaender or The Laughter of Loneliness)[4]
- 1996: Ute Lemper (Album: Berlin Cabaret Songs)[4]
- 1997: Stephan-Max Wirth Quartett[4]
- 1998: Judy Winter[4]
- 2004: Nina Proll[4]
- 2005: Eva Meier[4]
- 2005: Nylon (Album: Eine kleine Sehnsucht)[4]
- 2010: Adrienne Haan (Album: Berlin, Mon Amour)[4]
- 2011: Angela Winkler (Album: Ich liebe dich, kann ich nicht sagen)[4]
- 2011: Ellen ten Damme (Album: De wereld draait door Recordings)[4]
- 2011: Jasmin Tabatabai & David Klein Orchester (Album: Eine Frau)[4]
- 2011: Pe Werner & WDR Big Band (Album: Pe Werner: Mit großem Besteck)[4]
- 2013: Andrea Eckert (Album: Bon Voyage)[4]
- 2014: Dagmar Manzel (Album: Menschenskind)[4]
- 2014: Anna Maria Sturm Quintett (Album: Tales of Woe)[13]
- 2015: Helene Gjerris & Henrik Metz (Album: Friedrich Hollaender – Ich weiss nicht zu wem ich gehöre)[4]
- 2021: Grausame Töchter (Album: Andrea Peel singt klassische deutsche Chansons)[14]

## Rezeption
Die Tageszeitung (taz) betitelte das Lied, in einem Porträt über Hollaender, als „Evergreen“.
Im Jahr 2017 war Ich weiß nicht, zu wem ich gehöre Teil des Theaterstücks Mythos Marlene von Kerstin Marie Mäkelburg. 2020 war es Teil der Revue Berlin, Berlin – einer Revue über die „Goldenen Zwanziger“ – vom deutschen Theaterregisseur Christoph Biermeier.